# Sony α850
La α850 (Alpha 850 o anche a850) è la seconda full-frame DSLR prodotta da Sony.  Molto simile alla Sony Alpha 900, la principale caratteristica di questa fotocamera è un sensore da 24,6 megapixel CMOS tipo EXMOR. Questa fotocamera è stata presentata da Sony il 27 agosto 2009.

## Caratteristiche principali
La funzione Intelligent Preview ci mostra gli effetti dell'esposizione e del bilanciamento del bianco, mentre il D-Range Optimiser fa gli ultimi aggiustamenti prima di scattare. Questa anteprima è preziosa e utile durante la composizione di scene complesse che, tipicamente, possono avere più fonti di luce a diverse temperature di colore.